# Lipsothrix kraussiana
Lipsothrix kraussiana är en tvåvingeart som beskrevs av Alexander 1950. Lipsothrix kraussiana ingår i släktet Lipsothrix och familjen småharkrankar. Inga underarter finns listade i Catalogue of Life.